# Sophie Ainsworth
Sophie Claire Ainsworth (Ashford, 22 de junio de 1989) es una deportista británica que compite en vela en las clases 470 y 49er FX.
Ganó una medalla de bronce en el Campeonato Mundial de 49er de 2018 y una medalla de bronce en el Campeonato Europeo de 49er de 2018. También obtuvo una medalla de oro en el Campeonato Europeo de 470 de 2012.
Participó en los Juegos Olímpicos de Río de Janeiro 2016, ocupando el octavo lugar en la clase 49er FX.

## Palmarés internacional
| Campeonato Europeo | Campeonato Europeo  | Campeonato Europeo | Campeonato Europeo |
| Año                | Lugar               | Medalla            | Clase              |
| ------------------ | ------------------- | ------------------ | ------------------ |
| 2012               | Largs (Reino Unido) | Medalla de oro     | 470                |

| Campeonato Mundial | Campeonato Mundial | Campeonato Mundial | Campeonato Mundial |
| Año                | Lugar              | Medalla            | Clase              |
| ------------------ | ------------------ | ------------------ | ------------------ |
| 2018               | Aarhus (Dinamarca) | Medalla de bronce  | 49er FX            |
| Campeonato Europeo |                    |                    |                    |
| Año                | Lugar              | Medalla            | Clase              |
| 2018               | Gdynia (Polonia)   | Medalla de bronce  | 49er FX            |